# CEA-Leti
CEA-Leti (Laboratoire d’électronique et de technologie de l’information) ist ein Forschungsinstitut für Elektronik und Informationstechnologie mit Sitz in Grenoble. Es ist eines der größten Institute für anwendungsorientierten Forschung in Mikroelektronik und Nanotechnologien in Frankreich.

## Geschichte

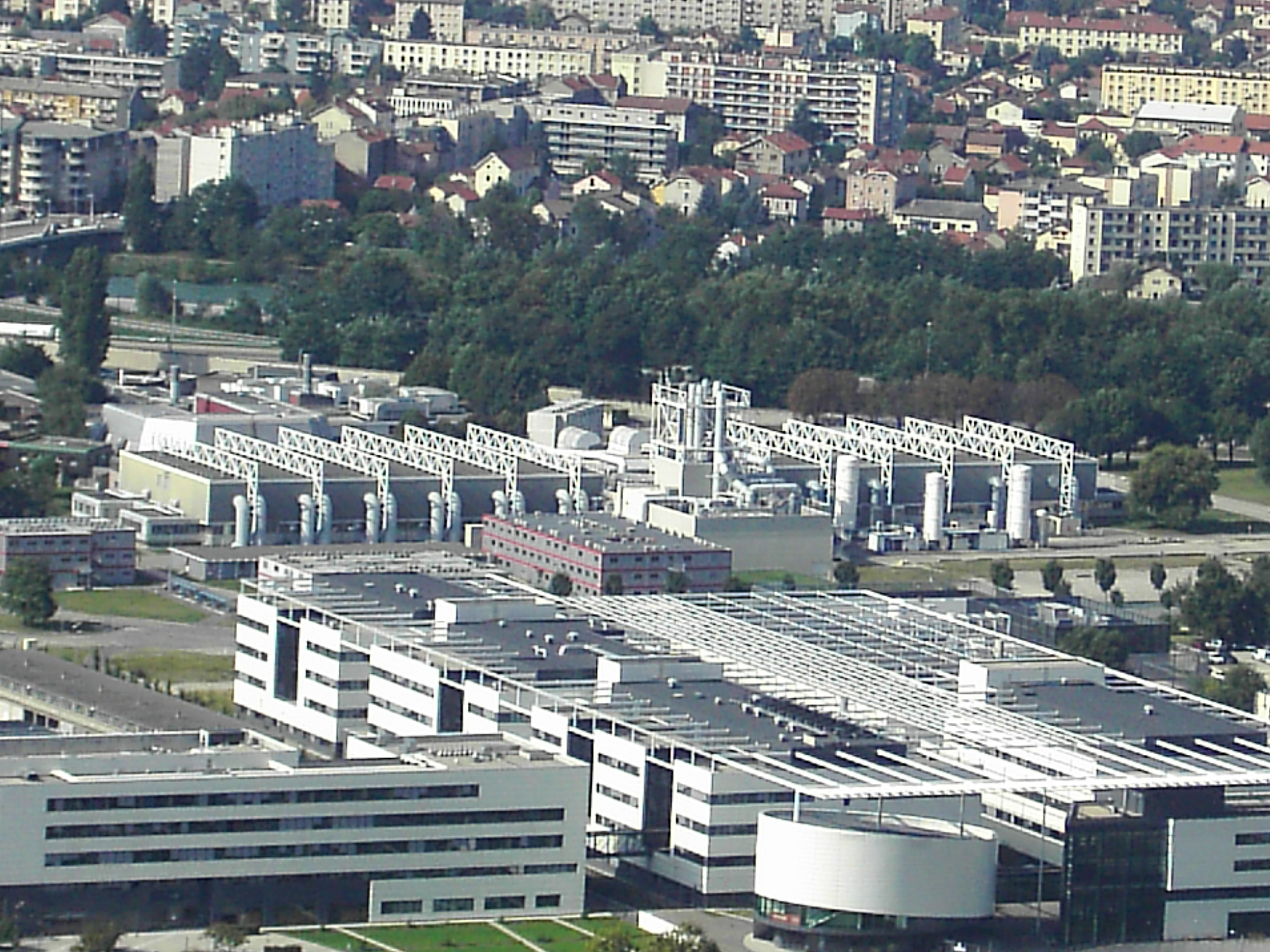
Leti in Grenoble

CEA-Leti ist 1967 in Grenoble als Tochtergesellschaft von Commissariat à l’énergie atomique et aux énergies alternatives (CEA) gegründet geworden. Jährlich wurden seither etwa 250 Patente von CEA-Leti registriert. Das Institut verwaltet ca. 1700 Erfindungen, die von Patenten geschützt werden.
Das Institut beschäftigt 1200 Personen, schult 220 Studenten und nimmt 200 Mitglieder von Forschungs- und Industriepartnern auf. Es verfügt über Fabrikationslinien für 200 mm- und 300 mm-Wafer, 11.000 m² Reinraum-Laboratorien sowie Ausrüstungen zur Untersuchung von Nanotechnologie, Chemie, Biologie und Photonik.

## Aufgaben
Die Aufgabe des Instituts besteht aus der Schaffung von Innovationen, deren Weitergabe an die Industrie, die durch das Entwickeln von Technologien und Produkten die Lebensqualität weltweit verbessern soll. Leti wirkt, indem es Firmen hilft, die Kluft zwischen fundamentaler Forschung und Endprodukten zu überbrücken. Auch hilft Leti bei der Gründung neuer Unternehmen, indem es seine Partner mit geistigen Eigentum versorgt und so einen Leistungsvorteil schafft.

## Meilensteine
- 1967: Nachdem es ursprünglich gegründet wurde, um den Bedarf an elektronischen Bauteilen der französischen Atomkommission (CEA) zu decken, wird Leti reorganisiert, um die Zusammenarbeit mit dem Industriesektor zu fördern.
- 1972: Das Tochterunternehmen EFCIS, das später zu STMicroelectronics wird, wird gegründet.
- 1980er: Leti eröffnet mehrere neue Gebäude und Reinräume und wird für seine Arbeit auf den Gebieten der Infrarottechnologie und der Magnetometrie bekannt. Es beginnt auch, mikro- und elektromechanische Systeme (MEMS), u. a. Beschleunigungsmesser und Gewichtssensoren zu entwickeln. Leti patentiert den ersten Silizium-Beschleunigungssensor.
- 1991: Leti einigt sich mit dem CNET, dem französischen Zentrum für Telekommunikation (Centre National d'Etudes des Telecommunications), um die Grenoble Submicron Silicon Initiative (GRESSI) zu gründen.
- 1992: Die Nebenfirma Soitec wird gegründet, um Silicon-on-Insulator-Transistoren und andere Halbleiter- und Substratentechnologien zu vermarkten.
- 1997: Die Nebenfirma Tronics Microsystems wird gegründet, um kundenspezifische MEMS-Produktionstechnologien zu vermarkten.
- 2002: Leti entwickelt das erste Silizium-MEMS-Gyrometer und überträgt es auf 200-mm-Wafer.
- 2003: Silizium-Beschleunigungssensor-Prozess wird erfolgreich übertragen.
- 2006: Leti gründet in Zusammenarbeit mit lokalen und staatlichen Regierungen und dem Grenoble INP den Forschungs- und Entwicklungscampus Minatec. Ziel ist die Förderung von Partnerschaften zwischen dem öffentlichen und privaten Sektor auf dem Gebiet der Mikro- und Nanotechnologie.
- 2008: Allianz mit Caltech (NanoVLSI Alliance).
- 2009: Allianz mit IBM More Moore CMOS.
- 2011: Erste voll funktionsfähige 3D 300 mm R&D-Linie.

## Hauptaktivitäten / Anwendungen
- Mikro- und Nanotechnologien für Mikroelektronik
- Mikro- und Nanotechnologien für Biologie und Gesundheit
- Entwicklung und Integration von Mikrosystemen
- Imaging Technologie für Medizin und Sicherheit
- Wireless und Smart Devices
- Weltraum und Wissenschaft
- Energie, Transport und Umwelt

## Partnerschaften
Die Forscher arbeiten in einer engen Beziehung mit Industriepartnern aus der ganzen Welt im Rahmen von gezielten strategischen Partnerschaften, um die Entwicklung und Vermarktung von neuen Technologien zu beschleunigen. Leti ist auch in mehreren kooperativen Forschungsinitiativen involviert, wie z.B:
- IBM's semiconductor Joint Developement Alliance
- Die Allianz für Nanosysteme VLSI (mit dem kalifornischen Technologie Institut - Caltech)
- Das MicroMachine Center (mit dem japanischen Ministerium für Wirtschaft, Handel und Industrie)
- CEA-Leti und das Forschungszentrum Nokias
- IMAGINE, maskless lithography